# 加藤景継
加藤 景継（かとう かげつぐ、天文22年（1553年）? - 元亀3年12月22日（1573年1月25日））は、戦国時代の武将。通称源四郎 。

## 略歴
加藤利正の子。徳川家康に仕え、元亀3年12月22日三方ヶ原の戦いにおいて兄・加藤正信（九郎次郎）と共に討死。享年21（26とも） 。
法名源道。墓所は三河国碧海郡桑子村の妙源寺。弟に加藤正勝がいる。